# Viscount Doneraile

Wappen der Viscounts Doneraile

Viscount Doneraile ist ein erblicher britischer Adelstitel, der zweimal in der Peerage of Ireland verliehen wurde.
Namensgebender Familiensitz der Viscounts war bis 1969 Doneraile Court in Doneraile im County Cork.

## Verleihungen und nachgeordnete Titel
Erstmals wurde der Titel Viscount Doneraile, in the County of Cork, am 23. Juni 1703 dem Politiker Arthur St Leger verliehen. Dieser war von 1692 bis 1693 Abgeordneter im irischen House of Commons gewesen. Zusammen mit der Viscountswürde wurde ihm der nachgeordnete Titel Baron Kilmayden, in the County of Waterford, verliehen. Die Titel erloschen beim kinderlosen Tod des 4. Viscounts am 16. April 1767.
Der Sohn der Schwester des letzten Viscounts erster Verleihung, St Leger Aldworth, war damals Abgeordneter für Doneraille. Er erbte dessen Vermögen und Ländereien und änderte am 9. Mai 1767 seinen Nachnamen in St Leger. Am 2. Juli 1776 wurde ihm der Titel Baron Doneraile, of Doneraile in the County of Corke, verliehen und am 22. Juni 1785 auch der Titel Viscount Doneraile, of Doneraile in the County of Cork, neu geschaffen. Heutiger Titelinhaber ist seit 1983 sein Nachkomme Richard St Leger als 10. Viscount.

## Liste der Viscounts Doneraile

### Viscounts Doneraile, erste Verleihung (1703)
- Arthur St Leger, 1. Viscount Doneraile († 1727)
- Arthur St Leger, 2. Viscount Doneraile (1694–1734)
- Arthur St Leger, 3. Viscount Doneraile (1718–1750)
- Hayes St Leger, 4. Viscount Doneraile (1702–1767)

### Viscounts Doneraile, zweiter Verleihung (1785)
- St Leger St Leger, 1. Viscount Doneraile († 1787)
- Hayes St Leger, 2. Viscount Doneraile (1755–1819)
- Hayes St Leger, 3. Viscount Doneraile (1786–1854)
- Hayes St Leger, 4. Viscount Doneraile (1818–1887)
- Richard St Leger, 5. Viscount Doneraile (1825–1891)
- Edward St Leger, 6. Viscount Doneraile (1866–1941)
- Hugh St Leger, 7. Viscount Doneraile (1869–1956)
- Algernon St Leger, 8. Viscount Doneraile (1878–1957)
- Richard St Leger, 9. Viscount Doneraile (1923–1983)
- Richard St Leger, 10. Viscount Doneraile (* 1946)

Titelerbe (Heir apparent) ist der Sohn des aktuellen Titelinhabers Hon. Nathaniel St Leger (* 1971).